# Le miniere del Kilimangiaro
Le miniere del Kilimangiaro è un film del 1986. L'ultimo diretto da Mino Guerrini.

## Trama
Siamo nel 1917, per poter trovare una miniera di diamanti 7 ufficiali dell'esercito tedesco si camuffano in esploratori. Vengono attaccati dall'esercito nemico, sei componenti muoiono tranne 1 che riesce a salvarsi. Il professor Smith che poi è l'ex ufficiale che si era salvato oggi insegna all'università ed un giorno un uomo lo contatta per scoprire dove è la miniera, ma Smith e l'uomo vengono trovati morti. L'assistente di Smith Ed Barcley cerca di scoprire la verità e parte per Mombasa unendosi ad una spedizione scientifica, i diamanti però sono ambiti da organizzazioni criminali e dalla Germania nazista.